# Begraafplaats van Vieux-Condé
De Begraafplaats van Vieux-Condé is een gemeentelijke begraafplaats in de Franse gemeente Vieux-Condé in het Noorderdepartement. De begraafplaats ligt in het zuiden van de gemeente aan de Rue Denfert-Rochereau op 350 m ten westen van het gemeentehuis. Ze heeft een L-vormig grondplan en aan de straatzijde wordt ze afgesloten door een bakstenen muur met twee toegangen. 

## Britse oorlogsgraven
Op de begraafplaats liggen drie Britse oorlogsgraven. Een graf is van G. Tindale, sergeant bij de Royal Engineers die stierf op 14 december 1918. Hij werd onderscheiden met de Military Medal (MM).
De twee andere graven zijn van piloot Thomas Humphrey Borg-Banks en schutter Walter Francis Lawes. Zij dienden bij de Royal Air Force en crashten met hun Lysander II op 16 mei 1940.
Hun graven worden onderhouden door de Commonwealth War Graves Commission en zijn daar geregistreerd onder Vieux-Conde Communal Cemetery.